# 巴拉-杜门迪斯
巴拉-杜门迪斯是巴西巴伊亚州的一个市镇。总面积1252.09平方公里，总人口14022人，人口密度11.2人/平方公里。